# De Leijen (Noord-Holland)
De Leijen (Westfries: De Lei'en) is een buurtschap in de gemeente Hollands Kroon in de provincie Noord-Holland.
De Leijen ligt tussen Verlaat en Nieuwe Niedorp in.
De plaatsnaam is waarschijnlijk ontleend aan het feit dat in de buurt ervan een vergraven waterloop liep. Het woord leijen houdt waarschijnlijk verband met lede, dat dus een 'vergraven of gegraven waterloop' betekent. In 1745 werd de plaatsnaam nog geschreven als De Laeye, rond 1866 is het veranderd in de huidige benaming.
Tot 31 december 2011 behoorde De Leijen tot de gemeente Niedorp die per 1 januari 2012 in een gemeentelijke herindeling is samengegaan tot de gemeente Hollands Kroon.
Dorpen en gehuchten: Anna Paulowna · Barsingerhorn · Breezand · Den Oever · Haringhuizen · Hippolytushoef · De Haukes · Kleine Sluis · Kolhorn · Kreil · Kreileroord · Lutjewinkel · Middenmeer · Moerbeek · Nieuwe Niedorp · Nieuwesluis · Oosterklief · Oosterland · Oude Niedorp · Slootdorp · Smerp · Stroe · De Strook · Terdiek · Tolke (deels) · Van Ewijcksluis · Vatrop · 't Veld · Verlaat (deels) · Westerklief · Westerland · Wieringerwaard · Wieringerwerf · Winkel · Zijdewind

Buurtschappen: Blokhuizen · Dam · De Belt · De Bomen · De Elft · Emaus · Gelderse Buurt · De Gest · Groetpolder · Hanedoes · De Heid · De Hoelm · Hogebieren · Hollebalg · De Kampen · Langereis (deels) · De Leijen · Lutjekolhorn · Mientbrug · Noord-Stroe · Noordburen · Noorderbuurt · De Normer · Poolland · Spoorbuurt · Tin · Vennik (deels) · Wateringskant · De Weel (deels) · De Weere · Westeinde  · Zandburen

Noord-Holland: Steden en dorpen    Nederland: Provincies · Gemeenten